# 게러 졸탄
게러 졸탄(Gera Zoltán, 1979년 4월 22일 페치 ~ )은 공격형 미드필더로 뛰었던 헝가리의 은퇴한 축구 선수이다.